# Jasper Tudor
Jasper Tudor (cca 1430 – prosinec 1495) byl vévodou z Bedfordu a hrabětem z Pembroke. Jasper byl spojencem Lancesterů ve Walesu a vedl kampaň s cílem získat moc pro svého synovce a chráněnce Jindřicha, pozdějšího anglického krále Jindřicha VII.

## Život
Jasper Tudor byl druhý syn Owena Tudora, který se zasadil o vzestup dynastie Tudorovců, a Kateřiny z Valois, vdově po králi Jindřichu V. Z manželství Owena a Kateřiny vzešlo celkem pět potomků, a to včetně prvorozeného Edmunda Tudora. Pětice sourozenců měla také nevlastního bratra Jindřicha VI., krále Anglie a syna Kateřiny z prvního manželství.
V roce 1449 byl pasován na rytíře. Asi v roce 1452 se stal hrabětem z Pembroke. Během 50. let konsolidoval svou pozici v západním Walesu. V této době byla jeho svěřenkyní Markéta Beaufortová. Když její manžel a Jasperův bratr Edmund zemřel, stal se Jasper ochráncem také jejího syna a budoucího krále Jindřicha VII.

## Války růží
Když v roce 1455 vypukla v Anglii občanská válka (Války růží) byl Jasper a rod Tudorovců na straně krále Jindřicha VI. Mezi roky 1459 a 1460 se pokusil převzít kontrolu nad hradem Denbigh v severním Walesu, poté co byli Yorkové nuceni prchnout ze země. Jeho otec Owen zemřel po bitvě u Mortimers Cross roku 1461, kdy jej Yorkové zajali a popravili. Jasper se zajatcem nestal, stihl totiž uprchnout – nejprve do Irska, později do Skotska.
Bitva u Tewkesbury roku 1471, předposlední etapa Války růží, znamenala vítězství Yorků přibližně na jedno desetiletí. Armáda Jaspera Tudora nestihla včas spojit síly se zbylými vojsky. Ten pak se synovcem Jindřichem zamířil do exilu ve francouzské Bretani. Závěrečnou epizodu Války růží strávil zkušený vojevůdce Jasper v bitvě u Bosworthu (1485). Tato bitva načala vládu Jindřicha VII. Tudorovci zvítězili, Plantageneti byli poraženi.

## Závěr života
Pro krále Jindřicha vedl armádu, která potlačila povstalce v letech 1486 a 1487. Roku 1495 zemřel.